# Laguna Sombra
A  Laguna Sombra  é um lago localizado na Guatemala. Localiza-se no departamento de El Petén, Município de Sayaxché.